# Cantó de Gérardmer
El cantó de Gérardmer és un cantó francès del departament dels Vosges, situat al districte de Saint-Dié-des-Vosges. Té 3 municipis i el cap és Gérardmer.

## Municipis
- Gérardmer
- Liézey
- Xonrupt-Longemer

## Història
| Data d'elecció                           | Identitat      | Partit                                | Qualitat |
| ---------------------------------------- | -------------- | ------------------------------------- | -------- |
| 1945-1967                                | Camille Méline | Divers droite                         |          |
| 1967-1979                                | M. Houot       | UDR, RPR                              |          |
| 1979-1985                                | Claude Boulay  | PCF                                   |          |
| 1985-1998                                | André Bonne    | RPR                                   |          |
| 1998-                                    | Gilbert Poirot | PS, després Divers gauche, després PG |          |
| les dades anteriors no són pas conegudes |                |                                       |          |
|                                          |                |                                       |          |

## Demografia
| A partir de 1990: Població sense dobles comptes |